# Vestec (Zbizuby)
Vestec je osada, část obce Zbizuby v okrese Kutná Hora. Nachází se asi jeden kilometry severovýchodně od Zbizub. Vestec leží v katastrálním území Zbizuby o výměře 6,46 km².

## Historie
První písemná zmínka o vesnici pochází z roku 1402.